# إيفا فالستروم
إيفا أولريكا بيرجيتا فالستروم (من مواليد 30 أكتوبر 1980) ملاكمة محترفة فنلندية وقد حصلت على لقب المجلس العالمي للملاكمة للسيدات في وزن الريشة الفائق منذ عام 2015 ، وقبل ذلك باللقب الأوروبي للوزن الفائق للريشة من عام 2012 إلى عام 2015. وبصفتها لاعبة ملاكمة هواية ، حصلت على الميدالية الفضية في قسم الوزن الخفيف في بطولة أوروبا للسيدات 2004 و 2005 ، ومثلت بلدها فنلندا في بطولة العالم للسيدات 2006. تعتبر الملاكمة المحترفة الأكثر نجاحًا من فنلندا حتى الآن ، وهو أول فنلندية على الإطلاق تفوز باللقب العالمي من إحدى الهيئات الرئيسية الأربعة للعقوبات في الملاكمة.

## روابط خارجية
- إيفا فالستروم على موقع بوكس ريك (الإنجليزية) (registration required)